# The Grand Illusion
| Recensione                        | Giudizio    |
| --------------------------------- | ----------- |
| AllMusic                          | [ 4 ]       |
| The New Rolling Stone Album Guide | [ 5 ]       |
| Sputnikmusic                      | 3.5 (Great) |
| Dizionario del Pop-Rock           | [ 7 ]       |

The Grand Illusion è il settimo album del gruppo musicale Styx, pubblicato nel luglio del 1977 per l'etichetta discografica A&M Records.
L'LP raggiunse la sesta posizione (25 febbraio 1978) della Chart statunitense Billboard 200, mentre i brani contenuti nell'album (e pubblicati come singoli): Fooling Yourself (The Angry Young Man) e Come Sail Away si piazzarono rispettivamente al ventinovesimo ed all'ottavo posto della Chart Billboard Hot 100.

## Tracce
Lato A
1. The Grand Illusion – 4:36 (Dennis DeYoung)
2. Fooling Yourself (The Angry Young Man) – 5:29 (Tommy Shaw)
3. Superstars – 3:59 (James Young, Dennis DeYoung, Tommy Shaw)
4. Come Sail Away – 6:07 (Dennis DeYoung)

Lato B
1. Miss America – 5:01 (James Young)
2. Man in the Wilderness – 5:49 (Tommy Shaw)
3. Castle Walls – 6:00 (Dennis DeYoung)
4. The Grand Finale – 1:58 (Dennis DeYoung, James Young, Tommy Shaw)

## Formazione
- Tommy Shaw – chitarra acustica, chitarra elettrica, chitarra a 12 corde, voce
- Tommy Shaw – voce solista (brani: Fooling Yourself, Superstars e Man in the Wilderness)
- Tommy Shaw – chitarra solista (brani: Superstars, Come Sail Away e Man in the Wilderness)
- Tommy Shaw – prima chitarra solista (brano: The Grand Illusion)
- Tommy Shaw – chitarra fills (brano: The Grand Illusion) e chitarra fills solista (brano: The Grand Finale)
- Tommy Shaw – mellow octave guitar solista (brano: Castle Walls)
- Dennis DeYoung – tastiere, voce, sintetizzatori
- Dennis DeYoung – voce solista (brani: The Grand Illusion, Come Sail Away, Castle Walls e The Grand Finale)
- Dennis DeYoung – soliloquio (brano: Superstars)
- James Young – chitarre, voce
- James Young – seconda chitarra solista (brano: The Grand Illusion)
- James Young – sintetizzatore ARP Odyssey (brano: Come Sail Away)
- James Young – voce solista (brano: Miss America)
- James Young – chitarra solista (brani: Miss America e Castle Walls)
- James Young – chitarra melodica solista (brano: The Grand Finale)
- Chuck Panozzo – basso, voce
- John Panozzo – batteria, percussioni, voce

Note aggiuntive
- Styx – produttori
- Barry Mraz – assistente alla produzione
- Registrazioni e remixaggi effettuati al Paragon Recording Studios di Chicago, Illinois (Stati Uniti)
- Barry Mraz e Rob Kingsland – ingegneri delle registrazioni
- Barry Mraz, Rob Kingsland e Styx – remixaggio
- Masterizzato da Mike Reese al The Mastering Lab di Los Angeles, California
- Roland Young – art direction
- Jim McCrary – fotografia
- Chuck Beeson – design album[14]